# Sofronești
Sofronești – wieś w Rumunii, w okręgu Vaslui, w gminie Todirești. W 2011 roku liczyła 162 mieszkańców.